# Willa przy alei Akacjowej 10 we Wrocławiu
Willa przy alei Akacjowej 10 – willa znajdująca się przy alei Akacjowej 10 we Wrocławiu, obecnie wraz z willą przy posesji nr 12 stanowi siedzibę British International School of Wroclaw (BISC).
Budynek wpisany jest do Gminnej Ewidencji Zabytków.

## Historia
Teren na którym znajduje się posesja nr 10, jeszcze w drugiej połowie XIX wieku należał do wsi Borek (obecnie dzielnica Wrocławia). W 1871 roku berlińska spółka H. Quistrop & Co. wykupiła 100 mórg ziemi od właściciela wsi Szpitala Świętej Trójcy w celu wybudowania ekskluzywnego osiedla. W 1872 roku sporządzono plan parcelacji terenu; wytyczone ulice miały nazwy pochodzące od gatunków drzew. Parcela nr 10 została wytyczona na narożnej działce nieistniejącego obecnie ronda Arndta, przy zbiegu obecnych ulic Lipowej i Akacjowej. Od strony wschodniej znajdował się ogród, od 1903 roku ciągnący się o kolejne dwie działki do ulicy Sudeckiej. W latach 20. XX wieku, działka południowa została sprzedana i wzniesiono na niej, zachowany do dziś, modernistyczny budynek mieszkalny należący do Maxa Güntera, właściciela firmy budowlanej.
Wzniesienie willi na parceli nr 10 zlecił Hans Bennecke (1859–1898), doktor prawa, profesor zwyczajny od 1890 roku pracujący na Uniwersytecie Wrocławskim. Projekt willi został sporządzony przez Oscara Schürtzmanna, autora m.in. projektu fasady wrocławskiej kamienicy Kamienica Pod Złotym Pelikanem; realizacja projektu miała miejsce w 1890 roku.
W 1903 roku willę zakupił doktor prawa Ernst Wichelhaus, a w 1920 roku nowym właścicielem został radca rządowy i kolekcjoner sztuki Gustav von Rath. Od 1936 roku w budynku willi znajdowała się prywatna szkoła średnia z internatem (Private Deutsche Oberschule). Do szkoły byli przyjmowani wyłącznie uczniowie aryjscy, należący do organizacji nazistowskiej. W szkole uczono się w małych klasach, co miało zwiększyć efektywność nauczania.
Budynek nie został zniszczony podczas działań wojennych. Od stycznia 2009 w willi oraz w sąsiedniej willi nr 12 znajduje się siedziba British International School of Wroclaw.

## Architektura
Budynek został wzniesiony na planie prostokąta. W części parterowej, od strony frontowej, zaprojektowano salon oraz pokój pani domu; od strony ogrodu umieszczono pokój pana domu i jadalnię. Obie strony oddzielała klatka schodowa z dwubiegowymi schodami. Na piętrze znajdowała się sypialnia i łazienka, a wyżej na poddaszu pokoje dla służby; w suterenie znajdowała się kuchnia i pomieszczenia gospodarcze. W 1892 roku przed głównym wejściem do willi dobudowano sień, którą w 1897 powiększono. Projektantem i wykonawcą tych prac był mistrz murarstwa Carl Pohl. W tym samym okresie istniejący w północno-wschodnim narożniku budynku taras zabudowano, powiększając w ten sposób pomieszczenia pani domu tworząc pokój muzyczny, a na piętrze łazienkę. W 1903 roku od strony południowo-wschodniej został dodany kolejny pion pomieszczeń. Autorem projektu prac był wrocławski architekt Felix Henry, twórca m.in. projektu synagogi w Opolu wzniesionej w latach 1893–1897; realizatorem projektu był mistrz ciesielstwa Albert Kessel. W wyniku przebudowy uzyskano w sutenerze pomieszczenie służbowe, na parterze pokój bilardowy z półokrągłą oranżerią, a na piętrze pokój gościnny. Ostatnia odnotowana znacząca przebudowa budynku nastąpiła w 1920 roku. Ówczesny nowy właściciel Gustav von Rath zlecił przebudowanie łazienki na I piętrze. Jej projektantem i wykonawcą była firma braci Richarda i Paula Ehrllichów.
Z powodu przebudowań, początkowo prosta bryła budynku pokryta płaskim dachem, została rozczłonowana ryzalitami i wzbogacona pięciobocznym wykuszem frontowym i narożnym trójbocznym od strony ogrodu. Oba wykusze zostały zaopatrzone w balkony. W części wschodniej znajdowała się weranda otoczona tralkową balustradą ozdobioną kwiatami, a w części południowej została umieszczona oszklona oranżeria. Elewacja budynku wykonana była z czerwonej cegły; boniowana część sutereny, wykusze i pas belkowania z attyką zdobioną wazonami były tynkowane. Okna budynku były otoczone kamiennymi opaskami i połączone ze sobą w ich górnych i dolnych krawędziach tynkowanymi pasami.